# Cissusa vegeta
Cissusa vegeta är en fjärilsart som beskrevs av Morrison 1875. Cissusa vegeta ingår i släktet Cissusa och familjen nattflyn. Inga underarter finns listade i Catalogue of Life.